# Blochziehen in Fiss

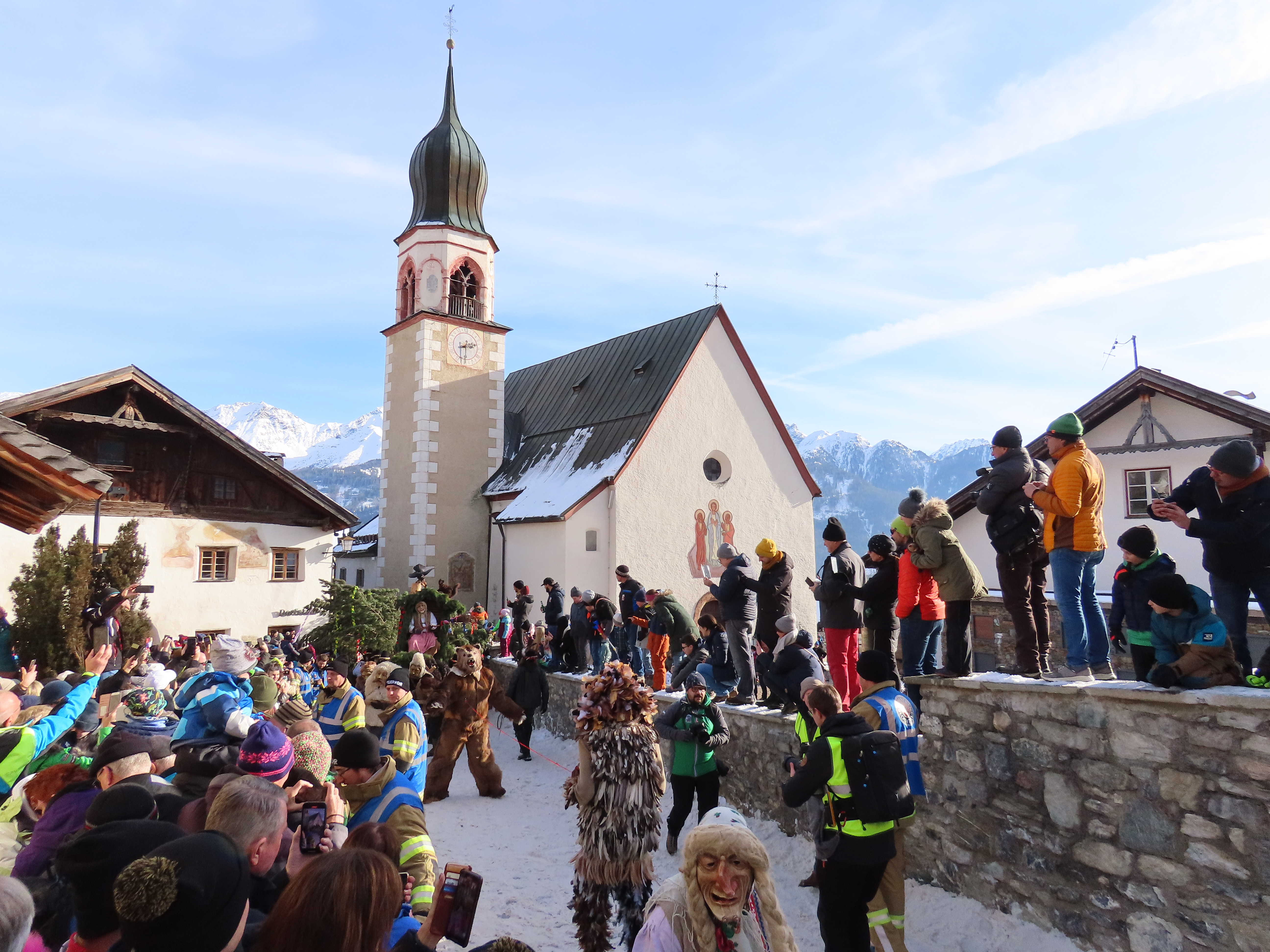
Blochziehen 2023

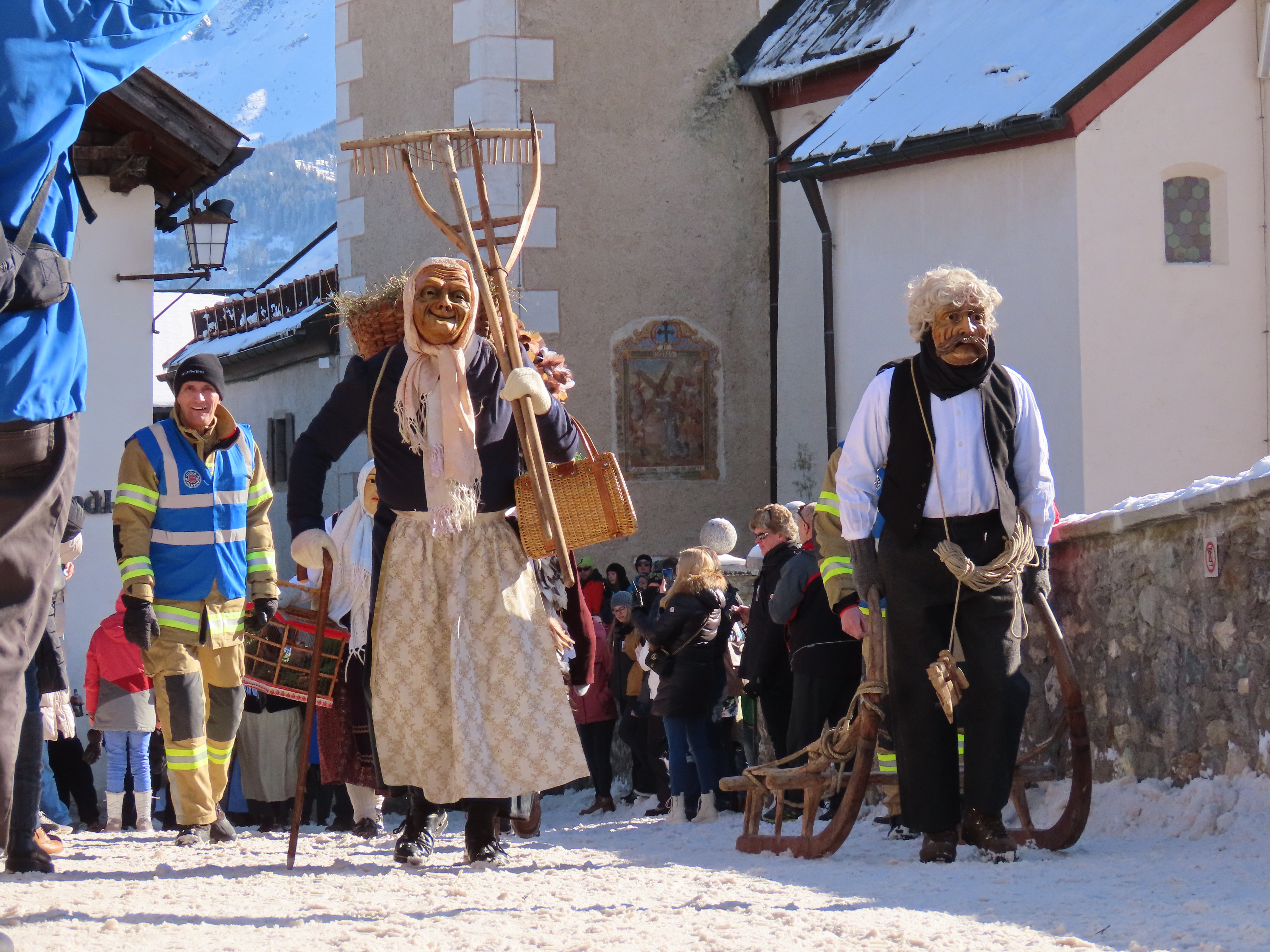
Blochziehen 2023

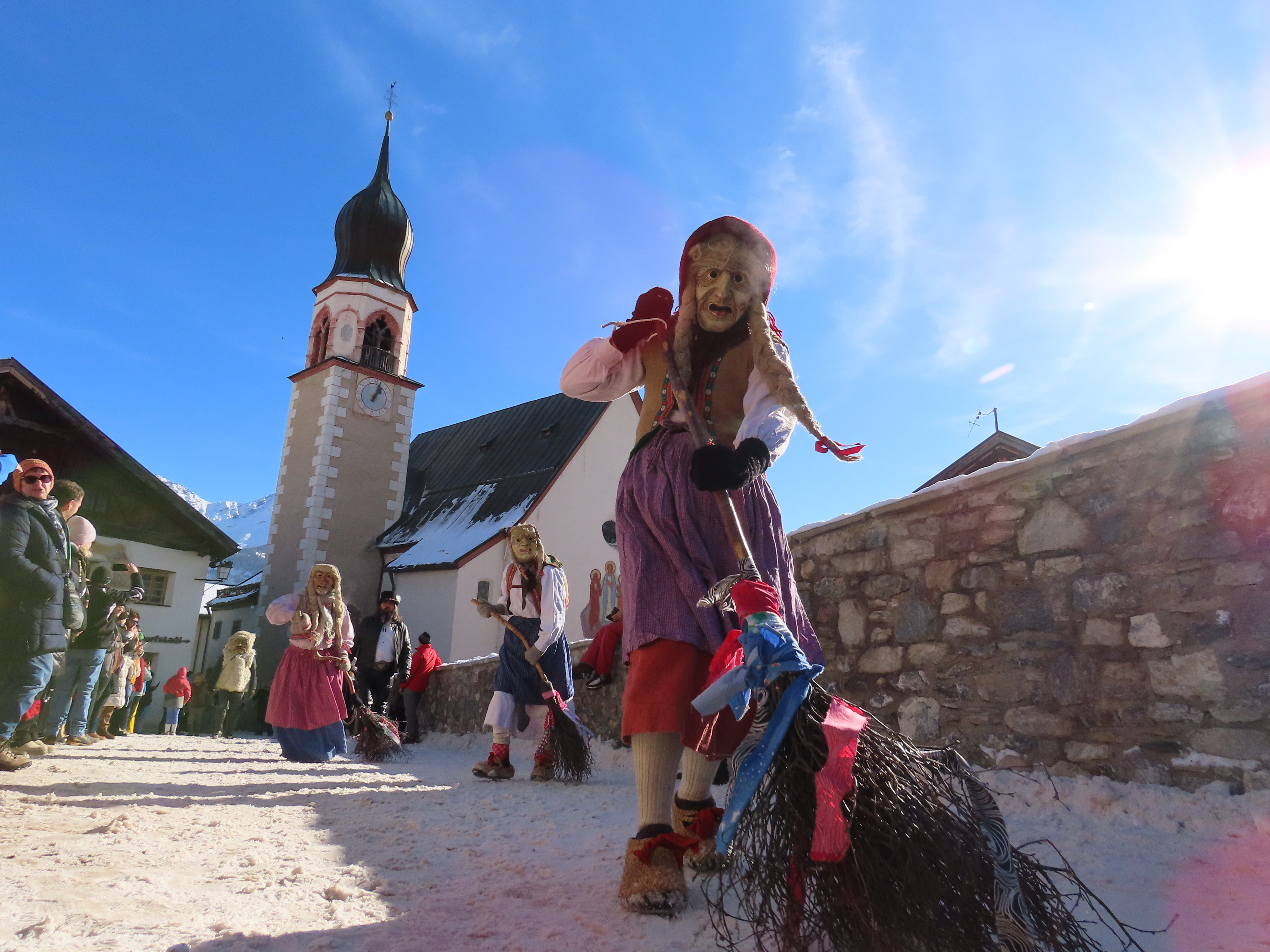
Blochziehen 2023

Das Blochziehen ist ein alter Fasnachtsbrauch, der besonders in Fiss in Tiroler Oberland gepflegt wird. Durch diesen Brauch soll der Winter ausgetrieben werden.
Mit Oktober 2011 gehört das Blochziehen in Fiss zum Immateriellen Welterbe, wie es die UNESCO deklariert, auf der Österreichliste (Nationales Kulturgut, Bereich Gesellschaftliche Praktiken, Rituale und Feste).

## Zum Brauch
Seinen Namen verdankt der Fisser Fasnachtsbrauch dem Bloch, einem 35 Meter langen Zirbenstamm. Er repräsentiert einen Pflug, der die Felder für die Aussaat aufbricht und damit den Frühlingsanfang einläutet. Neben dem Bösen wird hierbei dem langen Winter der Garaus gemacht.
Das Blochziehen ist vergleichbar mit dem Larchzieh’n in Umhausen. Ähnliche Fastnachtsbräuche im Tiroler Oberland sind das Schellerlaufen in Nassereith, das Schemenlaufen in Imst und das Telfer Schleicherlaufen.

## Ablauf des Blochziehens
Alle vier Jahre läuten mit dem Schrei „Iatz gehts los“ pünktlich um 12:30 beim Kulturhaus in Fiss das Fisser Blochziehen ein.
Beim Festtagsumzug wird der Bloch auf geschmückten Holzschlitten von den Bärentreibern (Symbol der Naturbändiger), den Mohrelen sowie den Bauern und Handwerkern durch das Dorf gezogen, begleitet von den Schallnern (letztere beide Symbole des Frühlings). Der Fuhrmann gibt mit einem lauten Schrei das Kommando „Hüa!“ Am Ende des Stammes sorgt der Schwoaftuifl (Schweifteufel) für Belustigung bei den Zuschauern. Von der Versuchung geleitet, den Zug zu stoppen, tanzt er mit verrückten Einfällen um den Bloch herum und zieht mit einem befestigten Seil den Bloch entgegen der Fahrtrichtung. Unterstützung erhält er von seinen schaurigen Hexen mit ihrem wilden Geschrei und fuchtelnden Besen. Seine Gehilfinnen verkörpern die bösen Dämonen und den bitteren Winter. 
Über 10.000 Zuschauer werden erwartet, wenn mit wildem Geschrei, bunten, teils schaurigen Masken und lauter Kapellenmusik das Blochziehen gefeiert wird, an dem ausschließlich Männer teilnehmen dürfen.
Die letzten Termine waren am 26. Jänner 2014, am 28. Jänner 2018 und am 29. Jänner 2023. Ebenfalls alle vier Jahre, um zwei Jahre versetzt, wird ein Kinderblochziehen veranstaltet.